# 디리클레 경계 조건
수학에서 디리클레 경계 조건(Dirichlet boundary condition)은 미분 방정식의 경계 조건 중의 하나이며, 경계에서 점의 값을 직접 주는 것이다. 수학자 페터 구스타프 르죈 디리클레의 이름을 따고 있다.

## 같이 보기
- 노이만 경계 조건
- 로빈 경계 조건
- 코시 경계 조건
- 혼합 경계 조건